# Tetrameryx
Tetrameryx — вымерший род парнокопытных семейства вилороговые. Просуществовал от 1,8 миллиона до 12 000 лет назад. Его окаменелости известны из Мексики, западной части Соединенных Штатов, и Саскачевана. Название означает «четырёхрогий жвачный», он получил его из-за того, что рога его представителей разделены на два зубца; у T. shuleri задний зубец намного длиннее переднего.
Один из представителей рода, T. shuleri, вымер примерно 12 000 лет назад, и просуществовал до эпохи, когда палеоиндейцы достигли Северной Америки.

## Виды
- T. irvingtonensis Stirton, 1939
- T. knoxensis Hibbard and Dalquest, 1960
- T. mooseri Dalquest, 1974
- T. shuleri Lull, 1921
- T. tacubayensis Mooser and Dalquest, 1975